# 過飽和
過飽和（かほうわ）とは、
1. 溶液が、溶解度以上の物質を含んでいる状態[1]。
2. 蒸気が、ある温度で本来気体として存在しうる量以上に存在している状態[2]。過飽和蒸気を参照。

## 概要
溶質と溶液が2つの相に分離していたならば相平衡状態になる溶解量（飽和量）を超えた溶質濃度で単一相を維持する溶液の準安定状態。言い換えると、その温度、圧力で決定される溶解度や飽和水蒸気量よりも濃度や湿度が高い場合が過飽和にあたる。
何らかのきっかけで溶液とは異なる相（たとえば気泡や微結晶）が発生すると、初めてそれらの相の間に溶質分子の交換が発生し、すみやかに相平衡の状態へと相が入れ替わってゆく。このようなきっかけは容器内に存在する微小な凹凸のある部分で起こりやすい。それらが結晶化に必要な中心核となり、核が成長することでより大きな結晶粒子が得られる。

## 生体内における役割
過飽和を通じて析出したタンパク質は結晶のように規則正しい構造となる。不定形凝集では過飽和はない、あるいは極めて不安定であると考えられる。
アミロイド線維の形成は生命が過飽和を利用した代表的な例と考えられる。アミロイドの沈着によって起こる病気であるアミロイドーシスは、アルツハイマーなど多くの疾患の原因とみられており、医学上、生物学上、過飽和は重要な現象と考えられる。